# Верхний Секинесь
Верхний Секинесь — деревня в Мамадышском районе Татарстана. Входит в состав Омарского сельского поселения.

## География
Находится в центральной части Татарстана на расстоянии приблизительно 13 км на юг по прямой от районного центра города Мамадыш.

## История
Известна с 1710 года, в 1895 году была построена деревянная Троицкая церковь. Ныне церковь находится в полуразрушенном виде.

## Население
Постоянных жителей было: в 1782—140 душ мужского пола, в 1859—775, в 1897—1097, в 1908—1395, в 1920—1396, в 1926—1443, в 1938—1146, в 1949—624, в 1958—368, в 1970—329, в 1979—208, в 1989—129, в 2002 году 64 (русские 91 %), в 2010 году 43.